# Gong (rivista)
Gong. Mensile di musica e cultura progressiva, anche conosciuto con il solo titolo Gong, fu una rivista musicale mensile nata a Milano nel 1974 da un gruppo redazionale precedentemente legato alla rivista Muzak e diretto da Antonino Antonucci Ferrara. La rivista trattava generi che andavano dal rock progressivo, al free jazz, alla musica sperimentale, con un'apertura verso la New wave sul finire degli anni '70.

## Storia
Gong. Mensile di musica e cultura progressiva nacque nel 1974 dalla fuoriuscita dei redattori e collaboratori che formavano costola milanese della rivista romana Muzak, composta tra gli altri da Roberto Masotti, Marco Fumagalli, Giacomo Pellicciotti, Riccardo Bertoncelli, Peppo Delconte (capo servizi) ed Antonino Antonucci Ferrara. La rivista, che si occupava principalmente di musica rock, comprendeva anche spazi importanti dedicati alla musica contemporanea, al jazz ed alle avanguardie, e concedendo rubriche anche alle politiche sociali, al cinema, ai libri ed al fumetto. La veste grafica era invece curata da Mario Convertino. Il primo numero usci nell'ottobre del 1974 ed era composto da 80 pagine al costo di 800 lire.
Tra le rubriche fisse si possono ricordare Gong Gazette. Notiziario intergalattico di musica progressiva, la rubrica Sotterranea tenuta da Marco Fumagalli e Riccardo Bertoncelli, Musica e candelotti che raccontava i concerti di recente passato come il Festival del proletariato giovanile e La voce del padrone che proponeva una selezione di scritti inviati dai lettori. Vi era poi la rubrica di posta, in cui oltre alle lettere dei lettori, partecipavano saltuariamente con missive anche musicisti che si lamentavano delle recensioni, come Demetrio Stratos che fece un'acuta controanalisi della recensione di Bertoncelli all'album Crac!.
È sempre sulle pagine di Gong che apparve l'articolo stroncatura di Bertoncelli a Stanze di vita quotidiana di Francesco Guccini, che portò l'autore a comporre poi il brano L'avvelenata.
A Gong viene riconosciuto il merito di aver diffuso in Italia la scena di Canterbury, il creative jazz, e la new wave americana.
Nel 1976 la rivista cambiò formato adeguandosi ad un più comune 21x28, e cambiando poi molte volte l'impostazione editoriale nei mesi successivi. Federico Guglielmi attribuisce a questa instabilità formale degli ultimi anni l'evidente espressione dell'inizio di una crisi che porterà la rivista alla chiusura nel dicembre del 1978.